# Fontenotte
Fontenotte település Franciaországban, Doubs megyében. Lakosainak száma 63 fő (2022. január 1.). Fontenotte Verne, Tournans és Baume-les-Dames községekkel határos.

## Népesség
A település népességének változása:
| Lakosok száma | 30   | 30   | 44   | 51   | 60   | 59   | 62   | 61   | 62   | 63   |
|               | 1968 | 1982 | 1990 | 2006 | 2013 | 2015 | 2017 | 2019 | 2020 | 2022 |